# 권장소비자가격
권장소비자가격(勸奬消費者價格, manufacturer's suggested retail price, MSRP, SRP)은 직역하면 제조업체의 권장 소매 가격 이고 상품을 제조한 메이커나 수입 대리점 등 소매업자 이외의 사람이 공급 상품에 설정한 참고 소매 가격을 말한다. 권장 판매 가격, 희망 소매 가격이라고도 한다.

## 개요
정가라는 낱말을 사용하고 있었으나 책 등에 쓰이는 재판매 가격 유지 상품의 정가와 혼동할 수 있기에 희망 소비자 가격, 참고 가격 등의 표현을 사용하게 되었다. 정가의 경우 가격 인상은 물론, 지방의 발매일 지연 등의 까닭이 있어도 가격은 인하되지 않고 반드시 정해진 가격으로 판매해야 한다.
2000년 무렵부터 개인용 컴퓨터와 같은 전기 제품을 중심으로 권장소비자가격을 설정하지 않고 오픈 가격으로 이행하는 상품이 증가하고 있다.
권장소비자가격은 소비 대상으로 되어 있지 않으므로 반드시 소비세를 가산한 총액으로 표시하지는 않아도 된다고 여겨지지만 소비자 이해를 위해 세금 포함을 표시하는 점포도 있다.
실제 판매 가격이 권장소비자가격을 웃돌면 안 된다는 법적 구속력은 없으므로, 아무리 높은 가격으로 판매했다고 해도 법률상 문제는 없다.

## 같이 보기
- 가격
- 오픈 가격